# La Terra definitiva
La Terra definitiva (The Ultimate Earth) è un romanzo breve di fantascienza dello scrittore statunitense Jack Williamson, pubblicato nel 2000.
L'opera ha vinto il Premio Hugo e il Premio Nebula.

## Storia editoriale
Il romanzo breve è stato pubblicato per la prima volta nel mese di dicembre del 2000 nella rivista Analog Science Fiction and Fact, successivamente ripubblicato in varie raccolte.
Nel 2001 l'opera ha vinto il Premio Hugo per il miglior romanzo breve e, nel 2002, il Premio Nebula per il miglior romanzo breve.
Il romanzo breve è stato ampliato ed è stato incluso nel romanzo Terraforming Eath, pubblicato nel 2001, vincitore del Premio John Wood Campbell Memorial nell'anno successivo.

## Trama
(La Terra definitiva, Jack Williamson)
Nel futuro la Terra ha subito, nel corso dei millenni, molte catastrofi naturali e la vita si è estinta già due volte. Grazie alle tecnologie per la terraformazione custodite su una base lunare situata nel Cratere Tycho e al materiale genetico conservato, l'umanità ha ripopolato la Terra. La base lunare, centinaia di migliaia di anni prima, è stata colpita da un meteorite, sepolta dai detriti e se ne è persa memoria fino a quando lo scienziato Sandor Pen non l'ha riportata alla luce. Sandor dà la vita ad alcuni cloni che, tuttavia, non possono lasciare la Luna poiché la Terra è sottoposta a rigide leggi sull'immigrazione e sul controllo delle nascite visto che, grazie alla nanotecnologia, l'uomo è diventato virtualmente immortale. I cloni sono ormai adolescenti e, guidati dal giovane Dunk, decidono di trasferirsi comunque sulla Terra, manomettendo i controlli di sicurezza di un'astronave. Rintracciano la residenza di Sandor in una specie di paradiso terrestre, una sorta di enorme parco tematico dove sono conservate le copie di monumenti terrestri andati distrutti, ed esemplari vegetali e animali di ogni specie. Qui incontrano Tling, la giovanissima figlia di Sandor e sua moglie Lo. Tling spiega ai ragazzi come a loro non sia consentito abitare sulla Terra. Sandor non è lì con la famiglia ma sta tentando di risolvere un enorme problema: un'astronave inviata a colonizzare un pianeta distante centinaia di anni luce, è ritornata indietro avendo trovato il pianeta contaminato da un virus mortale. I coloni non possono ritornare sulla Terra e sono costretti a ritentare il viaggio: stavolta a bordo con loro ci sarà Sandor che cercherà un rimedio contro il virus. Il viaggio, grazie alla tecnologia dello "scivolamento", durerà solo poche ore ma, per il paradosso dei gemelli, sulla Terrà saranno trascorsi ottocento anni. Sandor saluta la famiglia e accetta di portare a bordo i ragazzi.
Arrivati sul nuovo sistema solare si scopre che il virus, che si sta espandendo per la galassia, è stato reso inoffensivo sul pianeta da Corath, il fratello di Duncan scomparso durante un viaggio moltissimi anni prima. Sandor decide di ritornare sulla Terra per avvisare l'umanità del pericolo in arrivo e per diffondere l'antidoto scoperto. I ragazzi l'accompagnano. Grazie al fatto che, nel frattempo, Lo e Tling si sono a loro volta messe in viaggio annullando parzialmente lo scostamento temporale causato dal paradosso dei gemelli, potranno tutti rincontrarsi.

## Edizioni
- (EN) Jack Williamson, The Ultimate Earth, in Analog Science Fiction and Fact, CXX-12, Dell Magazines, dicembre 2000.
- (EN) Jack Williamson, The Ultimate Earth, in David sandberg (a cura di), Nebula Award Showcase 2003, Roc/New American library, 2003, ISBN 978-0-451-45909-1.
- Jack Williamson, La Terra definitiva, in I Premi Hugo 1999-2001, traduzione di Flora Staglianò, Grandi Opere Nord, n. 34, Milano, Editrice Nord, 2002, ISBN 88-429-1232-8.